# Маембе, Шемми
Шемми Маембе (англ. Shemmy Mayembe; 22 ноября 1997 года) — замбийский футболист, защитник

## Клубная карьера
Взрослую футбольную карьеру начал в 2016 году в составе «ЗЕСКО Юнайтед», одном из самых титулованных клубов страны. В Лиге чемпионов КАФ дебютировал 18 июня 2016 года в победном (3:2) домашнем поединке 1-го тура против каирского «Аль-Ахли». В составе «ЗЕСКО Юнайтед» сыграл 4 матча в Лиге чемпионов, еще 2 поединка провёл в Кубке конфедерации КАФ. Трехкратный чемпион Замбии.
16 сентября 2020 года подписал контракт с «Минаем», став первым африканским легионером в истории клуба и первым представителем Замбии в истории УПЛ.

## Карьера в сборной
В 2017 году поехал на молодёжный чемпионат мира по футболу. В футболке молодёжной сборной Замбии дебютировал 21 мая 2017 года в победном (2:1) поединке 1-го тура группового этапа против сверстников из Португалии. Шемми вышел на поле в стартовом составе и отыграл весь матч. Единственным голом за «молодёжку» отметился 31 мая 2017 года на 107-й минуте победного матча (4:3, дополнительное время) против Германии. Маембе вышел на поле в стартовом составе и отыграл весь матч. Всего в составе молодёжной сборной Замбии сыграл 10 матчей, в которых отличился 1 голом.
В футболке национальной сборной Замбии дебютировал 2 июня 2018 года в ничейном (0:0) поединке Кубка КОСАФА против сборной Намибии. Шемми вышел на поле в стартовом составе и отыграл весь матч [4].
В футболке олимпийской сборной Замбии дебютировал 9 ноября 2019 года в ничейном (0:0) выездном поединке 1-го тура группового этапа Кубка африканских наций U-23 против сборной ЮАР. Маембе вышел на поле в стартовом составе и отыграл весь матч. Всего сыграл 3 матча за олимпийскую сборную страны.

## Достижения

### Клубные
«ЗЕСКО Юнайтед»
- Суперлига Замбии
  - Чемпион (3): 2017, 2018, 2019
  - Серебряный призёр: 2016

### В сборной
- Молодёжный Кубок африканских наций
  - Обладатель: 2017

- Кубок КОСАФА
  - Финалист: 2018